# گل‌سفید (اندیکا - قلعه خواجه)
گل‌سفید، روستایی از توابع مرکزی شهرستان اندیکا در استان خوزستان ایران است.

## جمعیت
این روستا در دهستان قلعه خواجه قرار دارد و براساس سرشماری مرکز آمار ایران در سال ۱۳۸۵، جمعیت آن ۷۹ نفر (۸خانوار) بوده‌است.